# حميد مراد
حميد مراد (20 مارس 1975 - 30 أكتوبر 2007)، ممثل بحريني.

## ملخص حياته
بدأ التمثيل في صغره عام 1990، شارك بالعديد من الأعمال المسرحية والتلفزيونية. قدم أدوار الجرأة في أكثر من عمل، وكان متزوج من الممثلة مروة خليل والدة ابنته الوحيدة «نور»، توفي بسبب إصابته بسرطان الدم في 30 أكتوبر 2007 وكان آخر أعماله هو مسلسل عيون من زجاج وعرض المسلسل قبل وفاته بشهر خلال شهر رمضان.

## من أعماله
- بن عقل.
- سعدون.
- السديم
- عويشة.
- عيون من زجاج.
- النيران.
- الهارب (مسلسل)

- اخر الرجال (مسلسل)

## روابط خارجية
- حميد مراد على موقع قاعدة بيانات الأفلام العربية